# Superliga de Dinamarca 2022-23
La Superliga de Dinamarca 2022-23 (oficialmente 3F Superliga por razones de patrocinio) es la trigésima tercera edición de la Superliga Danesa. La temporada comenzó el 16 de julio de 2022 y finalizara en mayo de 2023.
El FC Copenhague es el campeón defensor tras ganar la temporada pasada ganar su décimo cuarto título de liga.

## Formato
Los 12 equipos participantes jugaron entre sí todos contra todos en dos ruedas, totalizando 22 partidos cada uno. Al término de la jornada 22, los seis primeros clasificados pasaoán a disputar el Grupo Campeonato, mientras que los seis restantes hicieron lo propio en el Grupo Descenso. Los puntos que todos los clubes hayan obtenido hasta la fecha 22, fueron transferidos a la segunda fase, cualquiera sea el grupo al que pertenecieron.

## Ascensos y descensos
Vejle BK y SønderjyskE terminaron la temporada 2021-22 en el puesto 11 y 12, respectivamente, y fueron relegados a la Primera División 2022-23.
Los equipos descendidos fueron reemplazados por el campeón de 1.a división 2021-22 AC Horsens y el segundo lugar Lyngby BK, quienes regresaron después de un año de ausencia, tras haber descendido ambos en la temporada 2020-21.
| Pos. | Descendidos de la Superliga 2021-22 |
| ---- | ----------------------------------- |
| 11.º | Vejle BK                            |
| 12.º | SønderjyskE                         |

| Pos. | Ascendidos de la Primera División 2021-22 |
| ---- | ----------------------------------------- |
| 1.º  | AC Horsens                                |
| 2.º  | Lyngby BK                                 |

## Equipos participantes
| Club            | Ciudad         | Estadio               | Capacidad |
| --------------- | -------------- | --------------------- | --------- |
| Aalborg BK      | Aalborg        | Aalborg Portland Park | 13 797    |
| AGF Aarhus      | Aarhus         | Ceres Park            | 20 032    |
| Brøndby IF      | Copenhague     | Brøndby Stadium       | 29 000    |
| FC Copenhague   | Copenhague     | Parken Stadion        | 42 305    |
| AC Horsens      | Horsens        | CASA Arena Horsens    | 10 400    |
| Lyngby BK       | Kongens Lyngby | Lyngby Stadion        | 10 100    |
| FC Midtjylland  | Herning        | MCH Arena             | 11 800    |
| FC Nordsjælland | Farum          | Right to Dream Park   | 9 900     |
| Odense BK       | Odense         | Odense Stadion        | 15 790    |
| Randers FC      | Randers        | Randers Stadion       | 12 000    |
| Silkeborg IF    | Silkeborg      | JYSK Park             | 10 000    |
| Viborg FF       | Viborg         | Viborg Stadion        | 9 566     |

## Temporada regular

### Tabla de posiciones
| Pos. | Equipo       | Pts. | PJ | G  | E  | P  | GF | GC | Dif. |                              |
| ---- | ------------ | ---- | -- | -- | -- | -- | -- | -- | ---- | ---------------------------- |
| 1    | Nordsjælland | 43   | 22 | 12 | 7  | 3  | 38 | 20 | +18  | Clasifica a Grupo Campeonato |
| 2    | Copenhague   | 42   | 22 | 13 | 3  | 6  | 45 | 22 | +23  | Clasifica a Grupo Campeonato |
| 3    | Viborg       | 37   | 22 | 10 | 7  | 5  | 32 | 25 | +7   | Clasifica a Grupo Campeonato |
| 4    | AGF          | 35   | 22 | 10 | 5  | 7  | 26 | 20 | +6   | Clasifica a Grupo Campeonato |
| 5    | Randers      | 32   | 22 | 8  | 8  | 6  | 28 | 30 | −2   | Clasifica a Grupo Campeonato |
| 6    | Brøndby      | 30   | 22 | 8  | 6  | 8  | 32 | 34 | −2   | Clasifica a Grupo Campeonato |
| 7    | Silkeborg    | 29   | 22 | 8  | 5  | 9  | 34 | 35 | −1   | Clasifica a Grupo Descenso   |
| 8    | Midtjylland  | 28   | 22 | 6  | 10 | 6  | 32 | 29 | +3   | Clasifica a Grupo Descenso   |
| 9    | Odense       | 28   | 22 | 7  | 7  | 8  | 27 | 38 | −11  | Clasifica a Grupo Descenso   |
| 10   | Horsens      | 23   | 22 | 6  | 5  | 11 | 26 | 37 | −11  | Clasifica a Grupo Descenso   |
| 11   | Lyngby       | 16   | 22 | 3  | 7  | 12 | 21 | 36 | −15  | Clasifica a Grupo Descenso   |
| 12   | AaB          | 15   | 22 | 3  | 6  | 13 | 18 | 33 | −15  | Clasifica a Grupo Descenso   |

Actualizado a los partidos jugados el 23 de marzo de 2023.
 Fuente: Danish Football Association (en danés), Soccerway
Criterios de clasificación: 1) Puntos; 2) Diferencia de goles; 3) Goles marcados; 4) Goles de visitante anotados; 5) Playoff (se juega en campo neutral si se determinan equipos para diferentes rondas); 6) Sorteo.

### Resultados
| Local \ Visitante | AAB | AGF | ACH | BRO | COP | LYN | MID | NOR | ODE | RAN | SIL | VIB |
| ----------------- | --- | --- | --- | --- | --- | --- | --- | --- | --- | --- | --- | --- |
| AaB               | —   | 0–1 | 0–0 | 2–1 | 1–3 | 1–1 | 0–0 | 0–0 | 1–1 | 0–1 | 1–2 | 1–3 |
| AGF               | 3–1 | —   | 2–0 | 2–2 | 0–2 | 1–0 | 0–1 | 2–3 | 1–0 | 0–0 | 1–1 | 3–1 |
| Horsens           | 0–0 | 2–1 | —   | 0–2 | 1–4 | 1–0 | 3–3 | 1–0 | 3–3 | 5–1 | 3–2 | 0–3 |
| Brøndby           | 3–2 | 1–0 | 5–2 | —   | 1–1 | 3–3 | 0–2 | 1–3 | 2–0 | 2–2 | 2–1 | 0–2 |
| Copenhagen        | 1–0 | 1–0 | 0–1 | 4–1 | —   | 3–0 | 1–1 | 1–1 | 7–0 | 1–3 | 1–0 | 2–1 |
| Lyngby            | 0–2 | 0–1 | 1–1 | 1–0 | 0–3 | —   | 3–3 | 1–1 | 0–2 | 0–2 | 2–2 | 1–1 |
| Midtjylland       | 0–2 | 0–2 | 2–1 | 0–1 | 2–1 | 1–3 | —   | 0–0 | 1–2 | 1–1 | 1–3 | 1–1 |
| Nordsjælland      | 5–1 | 1–1 | 2–0 | 2–1 | 3–1 | 2–1 | 1–1 | —   | 4–2 | 3–1 | 0–2 | 1–0 |
| Odense            | 2–1 | 1–2 | 1–0 | 1–1 | 2–1 | 3–1 | 1–5 | 0–2 | —   | 0–0 | 1–1 | 1–2 |
| Randers           | 1–0 | 1–2 | 1–0 | 2–3 | 0–2 | 1–0 | 0–0 | 0–2 | 2–2 | —   | 3–2 | 1–0 |
| Silkeborg         | 3–1 | 1–0 | 2–1 | 2–0 | 0–3 | 0–2 | 3–3 | 2–1 | 1–2 | 3–3 | —   | 1–2 |
| Viborg            | 2–1 | 1–1 | 2–1 | 0–0 | 4–2 | 2–1 | 0–4 | 1–1 | 0–0 | 2–2 | 2–0 | —   |

## Grupo Campeonato

### Tabla de posiciones
| Pos. | Equipo         | Pts. | PJ | G  | E  | P  | GF | GC | Dif. | Clasificación                               |
| ---- | -------------- | ---- | -- | -- | -- | -- | -- | -- | ---- | ------------------------------------------- |
| 1    | Copenhague (C) | 59   | 32 | 18 | 5  | 9  | 61 | 35 | +26  | Segunda ronda de la Liga de Campeones       |
| 2    | Nordsjælland   | 55   | 32 | 15 | 10 | 7  | 50 | 35 | +15  | Tercera ronda de la Liga Europa Conferencia |
| 3    | AGF Aarhus     | 51   | 32 | 14 | 9  | 9  | 42 | 31 | +11  | Segunda ronda de la Liga Europa Conferencia |
| 4    | Viborg         | 51   | 32 | 14 | 9  | 9  | 44 | 35 | +9   | Play-offs para la Liga Europa Conferencia   |
| 5    | Brøndby        | 44   | 32 | 12 | 8  | 12 | 48 | 52 | −4   |                                             |
| 6    | Randers        | 41   | 32 | 10 | 11 | 11 | 40 | 47 | −7   |                                             |

Actualizado a los partidos jugados el 4 de junio de 2023.
 Fuente: Danish Football Association (en danés), Soccerway
Criterios de clasificación: 1) Puntos; 2) Diferencia de goles; 3) Goles marcados; 4) Goles de visitante anotados; 5) Playoff (se juega en campo neutral si se determinan equipos para diferentes rondas); 6) Sorteo.
Notas:
1. ↑  El campeón de la Copa de Dinamarca 2022-23, Copenhague, actualmente se encuentra en puestos para la Liga de Campeones, por ende el cupo que da la copa pasa al segundo lugar en liga.

### Resultados
| Local \ Visitante | COP | NOR | AGF | VIB | BRO | RAN |
| ----------------- | --- | --- | --- | --- | --- | --- |
| Copenhagen        |     | 2–1 | 4–3 | 2–1 | 0–1 | 1–1 |
| Nordsjælland      | 3–2 |     | 0–1 | 0–0 | 2–1 | 3–1 |
| AGF               | 0–0 | 1–1 |     | 3–0 | 3–3 | 1–1 |
| Viborg            | 1–2 | 1–0 | 0–1 |     | 1–1 | 3–1 |
| Brøndby           | 1–3 | 5–1 | 1–0 | 0–3 |     | 0–4 |
| Randers           | 1–0 | 1–1 | 1–3 | 0–2 | 1–3 |     |

## Grupo Descenso

### Tabla de posiciones
| Pos. | Equipo      | Pts. | PJ | G  | E  | P  | GF | GC | Dif. | Clasificación o descenso                    |
| ---- | ----------- | ---- | -- | -- | -- | -- | -- | -- | ---- | ------------------------------------------- |
| 1    | Midtjylland | 48   | 31 | 12 | 12 | 7  | 51 | 37 | +14  | Play-offs para la Liga Europa Conferencia   |
| 2    | Odense      | 46   | 31 | 12 | 10 | 9  | 45 | 49 | −4   |                                             |
| 3    | Silkeborg   | 38   | 31 | 10 | 8  | 13 | 43 | 49 | −6   |                                             |
| 4    | AaB         | 27   | 31 | 6  | 9  | 16 | 34 | 44 | −10  |                                             |
| 5    | Lyngby      | 27   | 31 | 6  | 9  | 16 | 30 | 40 | −10  | Descenso a la Primera División de Dinamarca |
| 6    | Horsens     | 27   | 31 | 7  | 6  | 18 | 33 | 58 | −25  | Descenso a la Primera División de Dinamarca |

Actualizado a los partidos jugados el 29 de mayo de 2023.
 Fuente: Danish Football Association (en danés), Soccerway
Criterios de clasificación: 1) Puntos; 2) Diferencia de goles; 3) Goles marcados; 4) Goles de visitante anotados; 5) Playoff (se juega en campo neutral si se determinan equipos para diferentes rondas); 6) Sorteo.

## Máximos goleadores
- Actualización final
| Rank | Jugador             | Club            | Goles |
| ---- | ------------------- | --------------- | ----- |
| 1.   | Gustav Isaksen      | FC Midtjylland  | 18    |
| 2.   | Patrick Mortensen   | Aarhus GF       | 16    |
| 3.   | Viktor Claesson     | FC Copenhague   | 13    |
| 3.   | Ohi Omoijuanfo      | Brøndby IF      | 13    |
| 5.   | Ernest Nuamah       | FC Nordsjælland | 12    |
| 6.   | Tonni Adamsen       | Silkeborg IF    | 10    |
| 6.   | Andreas Schjelderup | FC Nordsjælland | 10    |
| 8.   | Jay-Roy Grot        | Viborg FF       | 9     |
| 9.   | Mohamed Daramy      | FC Copenhague   | 8     |
| 9.   | Anders Dreyer       | FC Midtjylland  | 8     |
| 9.   | Mads Frøkjær-Jensen | Odense BK       | 8     |
| 9.   | Bashkim Kadrii      | Odense BK       | 8     |
| 9.   | Emmanuel Sabbi      | Odense BK       | 8     |
| 9.   | Allan Sousa         | Aalborg BK      | 8     |
| 9.   | Nicolai Vallys      | Brøndby IF      | 8     |